# Silene diclinis
Silene diclinis är en nejlikväxtart som först beskrevs av Mariano Lagasca y Segura, och fick sitt nu gällande namn av Lainz. Silene diclinis ingår i släktet glimmar, och familjen nejlikväxter. Inga underarter finns listade i Catalogue of Life.

## Bildgalleri

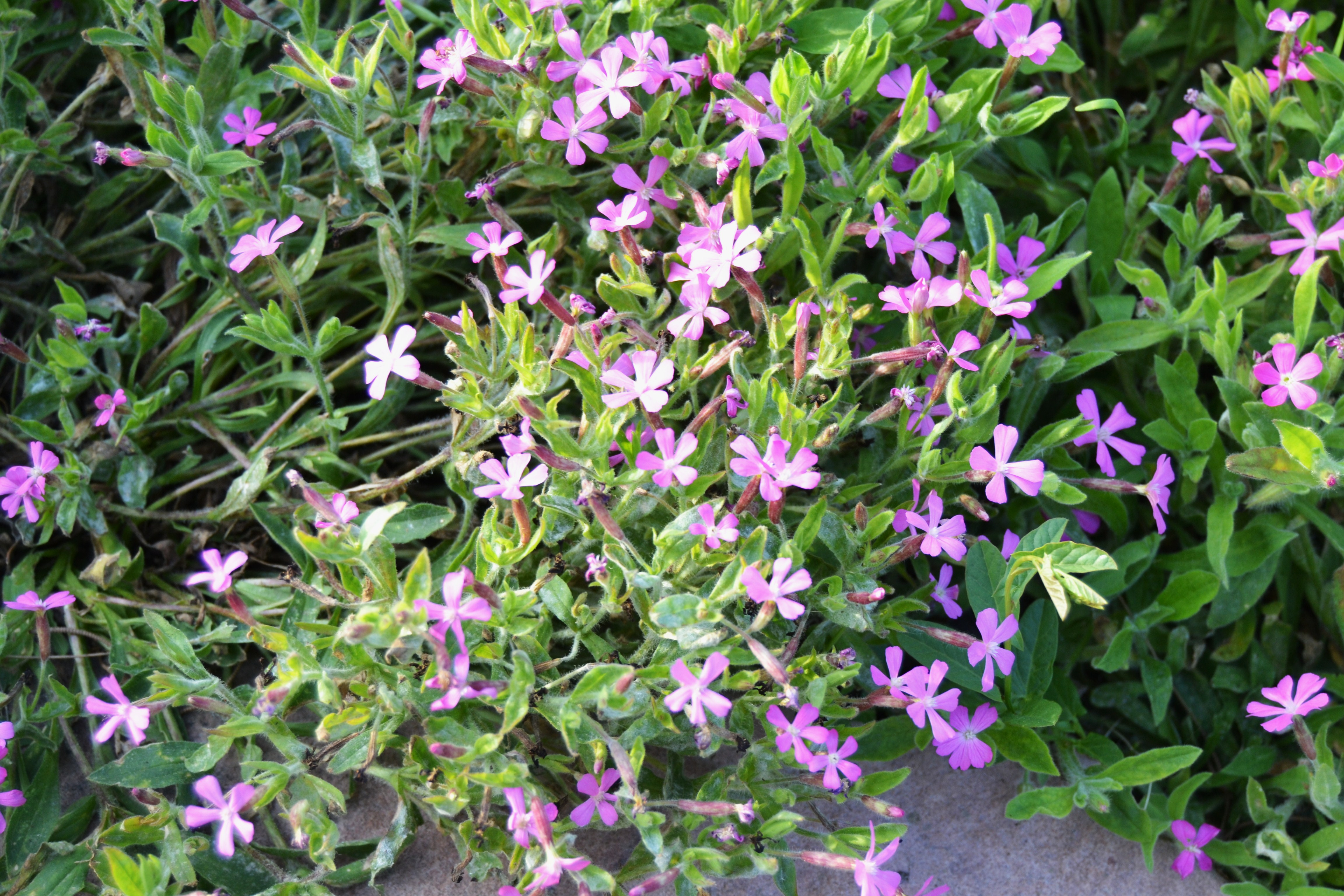